# 豊後絞り
豊後絞り（ぶんごしぼり）は、豊後国（現在の大分県）で始められた絞り染め及びそこから発祥したとされる技法の名称。三浦絞りとも呼ばれる。大分県においては明治以降廃れていたが近年復興された。

## 沿革
豊後国高田荘（現在の大分市東部）では、鎌倉時代に相模国から地頭として下向した三浦氏の一族によって、室町時代後期に木綿の栽培が始められたとされる。その木綿で作った布は「三浦木綿」と呼ばれて名産となった。江戸時代初期には、この三浦木綿を絞り染めの技法を用いて藍染めしたものが「豊後絞り」または「三浦絞り」と呼ばれ、特産品として全国に広まった。1638年に成立し1645年に刊行された俳諧書『毛吹草』には諸国の物産が収録されているが、この書において、豊後国の産物として絞り木綿が初出している。また、1803年に完成した『豊後国志』では、高田郷門田村で絞り木綿が生産されることが記されている。歌川豊国の浮世絵には「ぶんご絞り染め」と書かれたものがあり、井原西鶴の文の中にも「豊後絞りの脇あけ…」といった表現が存在する。
豊後絞りは明治の半ばに姿を消し、昭和の頃には豊後絞りの名もほとんど忘れられていたが、平成に入ってから大分において染織研究家安藤宏子の指導の下地元の主婦らにより豊後絞りの復興が進められ、2008年には大分合同新聞社によりおおいた遺産の一つとして認定された。

## 技法の広がり
大分県内の別府で行われている別府絞り（地獄絞り）は豊後絞りの系統に属するとされ、明治の中ごろ豊後絞りが絶える頃に始まり、温泉客の土産物として発展したもので、現在も小規模ながら生産が続けられている。
また、江戸時代の初期、尾張国（現在の愛知県西部）に移住した府内藩の藩医であった三浦玄忠の妻によって、有松・鳴海（現在の名古屋市緑区）に豊後絞りの技法が伝えられたと言われている。有松・鳴海では豊後では豆絞りと呼ばれる技法が「ぶんご」あるいは「三浦絞り」という名前で代表的な技法の一つとして現在まで伝わっており、これらを扱う業者は「ぶんごや」と呼ばれる。有松・鳴海絞りは1975年に伝統工芸品に指定されたが、三浦絞りは指定を受けた技法の中にも含まれている。なお、同じ技法がさらに秋田県へも伝わっているがこちらでは鳴海から伝わったことから「なるみ」と呼ばれる。